# Olimpiada szachowa 1996
| 32. Olimpiada szachowa Erywań 1996 |
| 1994 1998                          |

Olimpiada szachowa 1996 (zarówno w konkurencji kobiet, jak i mężczyzn) rozegrana została w Erywaniu w dniach 15 września – 2 października 1996 roku.

## 32. olimpiada szachowa mężczyzn
Wyniki końcowe (114 drużyn, system szwajcarski, 14 rund).
| Miejsce | Kraj                 | Punkty |
| ------- | -------------------- | ------ |
| 1       | Rosja                | 38½    |
| 2       | Ukraina              | 35     |
| 3       | Stany Zjednoczone    | 34     |
| 4       | Anglia               | 34     |
| 5       | Armenia (I)          | 33½    |
| 6       | Hiszpania            | 33½    |
| 7       | Bośnia i Hercegowina | 33½    |
| 8       | Gruzja               | 33     |
| 9       | Bułgaria             | 33     |
| 10      | Niemcy               | 33     |
| 11      | Szwecja              | 33     |
| 12      | Islandia             | 33     |
| 13      | Chiny                | 32½    |
| 14      | Holandia             | 32½    |
| 15      | Argentyna            | 32½    |
| 16      | Chorwacja            | 32     |
| 17      | Izrael               | 32     |
| 18      | Węgry                | 32     |

| Miejsce | Kraj               | Punkty |
| ------- | ------------------ | ------ |
| 19      | Uzbekistan         | 32     |
| 20      | Łotwa              | 32     |
| 21      | Kuba               | 31½    |
| 22      | Jugosławia         | 31½    |
| 23      | Słowenia           | 31½    |
| 24      | Grecja             | 31½    |
| 25      | Francja            | 31     |
| 26      | Filipiny           | 31     |
| 27      | Wietnam            | 31     |
| 28      | Australia          | 31     |
| 29      | Kanada             | 31     |
| 30      | Kazachstan         | 30½    |
| 31      | Rumunia            | 30½    |
| 32      | Czechy             | 30½    |
| 33      | Białoruś           | 30½    |
| 34      | Słowacja           | 30½    |
| 35      | Macedonia Północna | 30½    |
| 36      | Polska             | 30½    |

| Miejsce | Medaliści + skład reprezentacji Polski                                                                       |
| ------- | --- |
| 1       | Garri Kasparow, Władimir Kramnik, Aleksiej Driejew, Piotr Swidler, Jewgienij Bariejew, Siergiej Rublewski    |
| 2       | Wasyl Iwanczuk, Wołodymyr Małaniuk, Ołeh Romanyszyn, Igor Nowikow, Aleksander Oniszczuk, Stanisław Sawczenko |
| 3       | Boris Gulko, Aleksiej Jermolinski, Nick de Firmian, Grigorij Kajdanow, Joel Benjamin, Larry Christiansen     |
|         | Michał Krasenkow, Tomasz Markowski, Marcin Kamiński, Robert Kuczyński, Robert Kempiński, Klaudiusz Urban     |

## 32. olimpiada szachowa kobiet
Wyniki końcowe (74 drużyny, system szwajcarski, 14 rund).
| Miejsce | Kraj       | Punkty |
| ------- | ---------- | ------ |
| 1       | Gruzja     | 30     |
| 2       | Chiny      | 28½    |
| 3       | Rosja      | 28½    |
| 4       | Ukraina    | 26½    |
| 5       | Węgry      | 26     |
| 6       | Rumunia    | 25½    |
| 7       | Izrael     | 25     |
| 8       | Kazachstan | 24½    |
| 9       | Polska     | 24½    |
| 10      | Anglia     | 24     |
| 11      | Indonezja  | 24     |
| 12      | Czechy     | 24     |
| 13      | Jugosławia | 23½    |
| 14      | Mołdawia   | 23½    |

| Miejsce | Kraj        | Punkty |
| ------- | ----------- | ------ |
| 15      | Niemcy      | 23½    |
| 16      | Bułgaria    | 23½    |
| 17      | Litwa       | 23½    |
| 18      | Grecja      | 23½    |
| 19      | Kuba        | 23½    |
| 20      | Armenia (I) | 23½    |
| 21      | Estonia     | 23½    |
| 22      | Uzbekistan  | 23½    |
| 23      | Słowacja    | 23     |
| 24      | Wietnam     | 23     |
| 25      | Indie       | 23     |
| 26      | Francja     | 23     |
| 27      | Mongolia    | 23     |
| 28      | Słowenia    | 22½    |

| Miejsce | Medalistki + skład reprezentacji Polski                                                |
| ------- | -------------------------------------------------------------------------------------- |
| 1       | Maia Cziburdanidze, Nana Ioseliani, Ketewan Arachamia-Grant, Nino Gurieli              |
| 2       | Xie Jun, Zhu Chen, Wang Lei, Wang Pin                                                  |
| 3       | Alisa Galliamowa-Iwanczuk, Swietłana Matwiejewa, Swietłana Prudnikowa, Ludmiła Zajcewa |
|         | Agnieszka Brustman, Monika Bobrowska, Joanna Dworakowska, Marta Zielińska              |